# Alejandro Agustín Lanusse
Alejandro Agustín Lanusse Gelly (* 28. August 1918 in Buenos Aires; † 26. August 1996 ebenda) war ein argentinischer Militär und Politiker. Er war de facto Präsident Argentiniens zwischen dem 22. März 1971 und dem 25. Mai 1973 und der letzte Regierungschef der Diktatur der so genannten Argentinischen Revolution.

## Leben

### Werdegang
Lanusse studierte in einem Militärgymnasium und trat 1938 in die Kavallerie der argentinischen Streitkräfte ein. Dort war er Kommandant eines Regiments, bis er 1951 wegen der Teilnahme an einem Staatsstreich gegen Juan Perón zu lebenslanger Haft verurteilt wurde. 1955, nach dem erzwungenen Rücktritt Peróns, wurde er befreit und 1956 als Botschafter in den Vatikan entsandt. 1960 kehrte er zurück und wurde Vizedirektor der militärischen Oberschule in Buenos Aires.
Lanusse war strikter Anti-Peronist und nahm daher an zwei Staatsstreichen gegen die Perón-freundlichen Regierungen der Unión Cívica Radical (Arturo Frondizi und Arturo Illia) teil, deren Folge die Militärdiktatur der so genannten Argentinischen Revolution ab 1966 war. 1968 wurde er unter der Präsidentschaft Juan Carlos Onganías zum Oberhaupt der Streitkräfte ernannt.
Wegen politischer Differenzen und der Schwächung der Diktatur durch Volksaufstände ab dem Cordobazo 1969 ging er auf Distanz zu Onganía und forderte seinen Rücktritt. Da dieser sich weigerte, setzte er als Oberhaupt der Streitkräfte zwangsweise Roberto Levingston als neuen Präsidenten ein, den er nach erneuten Aufständen im März 1971 selbst ersetzte.

### Regierungszeit
Lanusses Regierungszeit war geprägt von einer sehr pragmatischen Politik. In der Wirtschaftspolitik setzte er auf Verbesserung der Infrastruktur und baute Straßen, Brücken und Elektrizitätswerke, ohne jedoch dadurch das schlechte Image der Diktatur verbessern zu können.
Des Weiteren leitete er Maßnahmen zur Demokratisierung ein, die unter dem Namen Gran Acuerdo Nacional bekannt wurden. Er ging erstmals seit dem Anfang der Diktatur auf den Peronismus zu und lud Perón selbst zur Rückkehr aus dem Exil ein. Im April 1971 wurden die politischen Parteien, die in der Diktatur verboten waren, wieder zugelassen. Dennoch war das politische Klima zu dieser Zeit von steigender Gewalt geprägt, was Lanusse dazu veranlasste, für 1973 freie Wahlen auszurufen, mit der einzigen Bedingung, dass Perón selbst nicht an den Wahlen teilnehmen durfte.
Aus der Wahl ging Héctor Cámpora, der Kandidat der Peronisten, als Sieger hervor. Nach der verlorenen Wahl trat Lanusse in den Ruhestand.

### Aktivitäten nach der Regierungszeit
Nach seinem Rückzug aus der Politik wurde Lanusse ein aktiver Kritiker an der folgenden Militärdiktatur, dem so genannten Prozess der Nationalen Reorganisation (1976–83), bei dem einige Verwandte und ehemalige Mitarbeiter von ihm in geheimen Folterzentren umkamen. Des Weiteren betätigte er sich als Autor und schrieb die Bücher Mi Testimonio (Meine Aussage) und Confesiones de un general (Bekenntnisse eines Generals). Er starb am 26. August 1996.